# آموس بار
آموس بار (بالعبرية: עמוס בר‏) هو رئيس تحرير صحيفة وكاتب للأطفال ومحرر أدبي وكاتب إسرائيلي، ولد في 15 أكتوبر 1931 في تل عدشيم في إسرائيل، وتوفي في 15 مارس 2011 في إسرائيل.